# Copa Ouro da CONCACAF de 2000
A Copa Ouro da CONCACAF de 2000, foi a quinta edição da Copa Ouro, o campeonato de futebol entre as seleções da América do Norte, Central e Caribe, realizada entre os dias 12 e 27 de fevereiro de 2000, teve a participação de três seleções convidadas, sendo essas a seleção da Colombia e a seleção do Peru, da CONMEBOL, e a Coreia do Sul, filiada a AFC.
A final foi entre as seleções de Canadá e a convidada Colômbia, os canadenses derrotaram os sul-americanos por 2 a 0 e conquistaram o primeiro título do Canadá na Copa Ouro.

## 1a Ronda

### Grupo A
| PAIS     | Pts | Jgs | V | E | D | GM | GS |
| -------- | --- | --- | - | - | - | -- | -- |
| Honduras | 6   | 2   | 2 | 0 | 0 | 4  | 0  |
| Colombia | 3   | 2   | 1 | 0 | 1 | 1  | 2  |
| Jamaica  | 0   | 2   | 0 | 0 | 2 | 0  | 3  |

| Colombia | 1 - 0 | Jamaica  |
| Honduras | 2 - 0 | Jamaica  |
| Honduras | 2 - 0 | Colombia |

### Grupo B
| PAIS  | Pts | Jgs | V | E | D | GM | GS |
| ----- | --- | --- | - | - | - | -- | -- |
| EUA   | 6   | 2   | 2 | 0 | 0 | 4  | 0  |
| Peru  | 1   | 2   | 0 | 1 | 1 | 1  | 2  |
| Haiti | 1   | 2   | 0 | 1 | 1 | 1  | 4  |

| EUA  | 3 - 0 | Haiti |
| Peru | 1 - 1 | Haiti |
| EUA  | 1 - 0 | Peru  |

### Grupo C
| PAIS               | Pts | Jgs | V | E | D | GM | GS |
| ------------------ | --- | --- | - | - | - | -- | -- |
| Mexico             | 4   | 2   | 1 | 1 | 0 | 5  | 1  |
| Trinidade e Tobago | 3   | 2   | 1 | 0 | 1 | 4  | 6  |
| Guatemala          | 1   | 2   | 0 | 1 | 1 | 3  | 5  |

| Mexico             | 4 - 0 | Trinidade e Tobago |
| Trinidade e Tobago | 4 - 2 | Guatemala          |
| Mexico             | 1 - 1 | Guatemala          |

### Grupo D
| PAIS          | Pts | Jgs | V | E | D | GM | GS |
| ------------- | --- | --- | - | - | - | -- | -- |
| Costa Rica    | 2   | 2   | 0 | 2 | 0 | 4  | 4  |
| Canada        | 2   | 2   | 0 | 2 | 0 | 2  | 2  |
| Coreia do Sul | 2   | 2   | 0 | 2 | 0 | 2  | 2  |

| Canada        | 2 - 2 | Costa Rica    |
| Coreia do Sul | 0 - 0 | Canada        |
| Costa Rica    | 2 - 2 | Coreia do Sul |

## Quartos-Final
| 19 de Fevereiro, 2000 |

| Colombia | 2 - 2 (2 - 1 PKs) | EUA |

| Peru | 5 - 3 | Honduras |

| 20 de Fevereiro, 2000 |

| Trinidade e Tobago | 2 - 1 (AET) | Costa Rica |

| Canada | 2 - 1 (AET) | Mexico |

## Meias-Finais
| 23 de Fevereiro, 2000 |

| Colombia | 2 - 1 | Peru |

| 24 de Fevereiro, 2000 |

| Canada | 1 - 0 | Trinidade e Tobago |

## Final
| 27 de Fevereiro, 2000 |

| Canada | 2 - 0 | Colombia |

## Melhores Marcadores
4 golos
- Carlo Corazzin

3 golos
- Carlos Pavón

2 golos
- Francisco Palencia
- Roberto Palacios
- Arnold Dwarika
- Cobi Jones

## Premios
MVP
- Craig Forrest

Revelação do Torneio
- Richard Hastings

Melhor 11
- G -  Craig Forrest
- D -  Rafael Márquez
- D -  Jason DeVos
- M -  Ramon Ramirez
- M -  Roberto Palacios
- M -  Russell Latapy
- F -  Cobi Jones
- F -  Arnold Dwarika
- F -  Carlo Corazzin
- F -  Carlos Pavón
- F -  Faustino Asprilla

## Classificação Final
| Team | Team              | Pts | Jgs | V | E | D | GM | GS | Dif | Perc  |
| ---- | ----------------- | --- | --- | - | - | - | -- | -- | --- | ----- |
| 1    | Canadá            | 11  | 5   | 3 | 2 | 0 | 7  | 3  | +4  | 80,0% |
| 2    | Colômbia          | 7   | 5   | 2 | 1 | 2 | 5  | 7  | -2  | 60,0% |
| 3    | Trinidad e Tobago | 6   | 4   | 2 | 0 | 2 | 6  | 8  | -2  | 50,0% |
| 4    | Peru              | 4   | 4   | 1 | 1 | 2 | 7  | 7  | 0   | 37,5% |
| 5    | Estados Unidos    | 7   | 3   | 2 | 1 | 0 | 6  | 2  | +4  | 83,3% |
| 6    | Honduras          | 6   | 3   | 2 | 0 | 1 | 7  | 5  | +2  | 66,7% |
| 7    | México            | 4   | 3   | 1 | 1 | 1 | 7  | 2  | +5  | 50,0% |
| 8    | Costa Rica        | 2   | 3   | 0 | 2 | 1 | 5  | 6  | -1  | 33,3% |
| 9    | Coreia do Sul     | 2   | 2   | 0 | 2 | 0 | 2  | 2  | 0   | 50,0% |
| 10   | Guatemala         | 1   | 2   | 0 | 1 | 1 | 3  | 5  | -2  | 25,0% |
| 11   | Haiti             | 1   | 2   | 0 | 1 | 1 | 1  | 4  | -3  | 25,0% |
| 12   | Jamaica           | 0   | 2   | 0 | 0 | 2 | 0  | 3  | -3  | 00,0% |